# Notre-Dame-de-Ham
Notre-Dame-de-Ham es un municipio canadiense situado en la provincia de Quebec.

## Superficie
Notre-Dame-de-Ham tiene una superficie de 31,05 km².

## Demografía
En 2021, tenía 414 habitantes, una densidad poblacional de 13,3 hab./km², y 233 viviendas.